# Casona del Indiano

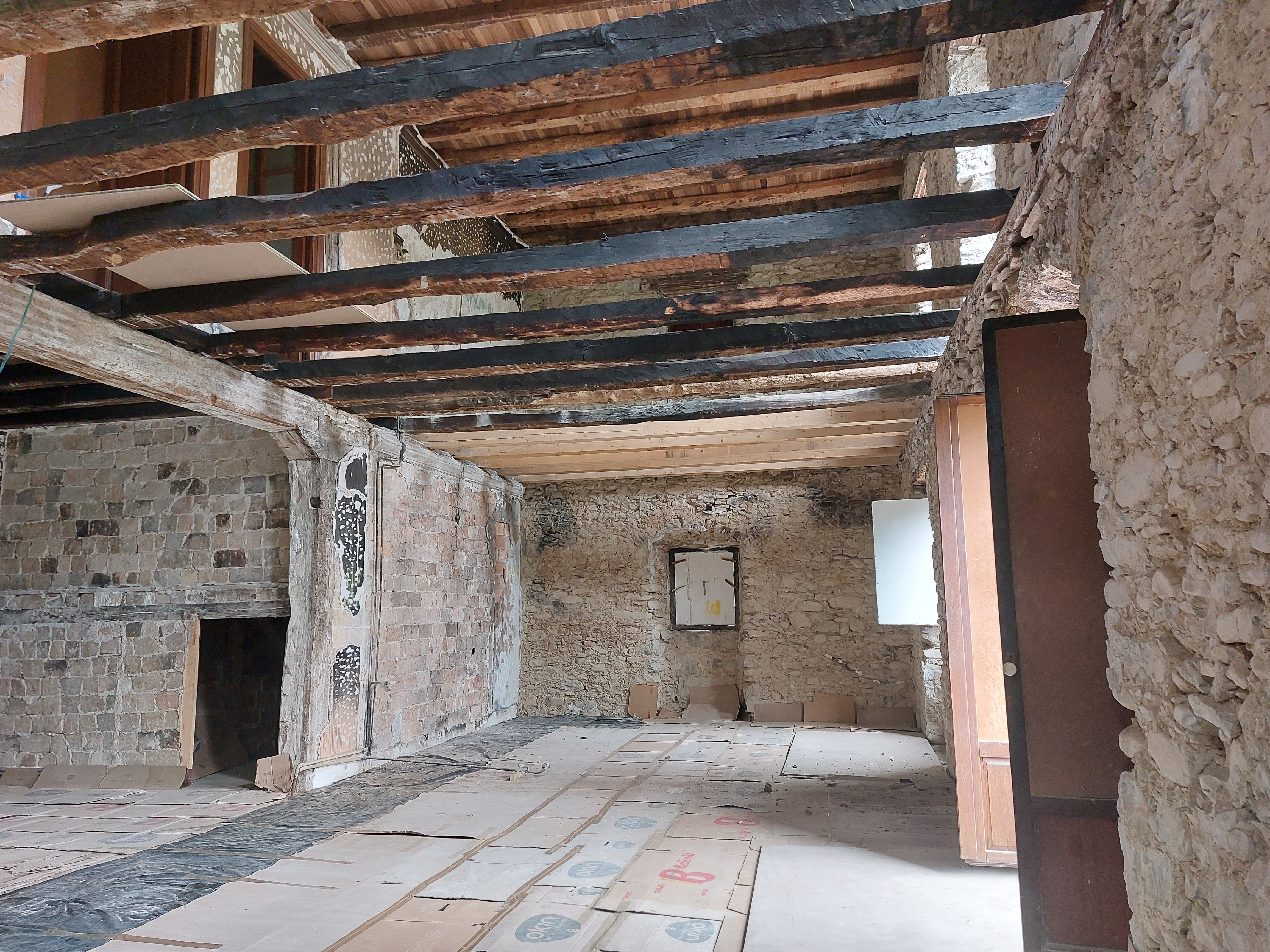
Interior de la casa durante la reforma después del incendio sufrido en 2021.

El caserío n.º 26 del Barrio de la Mota, denominado también La casa de la Americana o la Casona del Indiano es una edificación exenta ubicada en el barrio de la Mota de la localidad de Llanteno en el municipio de Ayala (Álava, España).
Esta edificación se adscribe tipológicamente a la arquitectura residencial rural de época barroca con datación de la segunda mitad del siglo XVIII. Se trata de una construcción de planta cuadrangular y macizo volumen con cubierta a cuatro aguas, que se apareja en mampostería con sillares en esquinales y recercos de vanos. En altura presenta tres plantas y bajocubierta y su fachada principal se orienta hacia el sur.
Presenta tres ejes de vanos en planta baja, primera y bajocubierta, y cuatro ejes en segunda planta. Siguiendo las características habituales en este tipo de construcciones barrocas la composición de fachada se caracteriza por la importancia del eje central conformado por el acceso, el balcón antepechado de primera planta y el vano del desván, acentuado por el magnífico escudo barroco de segunda planta. La disposición es simétrica, con los seis vanos de los ejes extremos de la fachada principal iguales y ordenados muy regularmente y en la misma línea de eje los dos ventanucos exteriores del desván, con dos ejes más en segunda planta que son las ventanas balconeras dispuestas a ambos lados del escudo armero que resaltan la simetría marcada por aquel y configuran la imagen compositiva del edificio.
Las fachadas laterales y trasera presentan composición de tres ejes de vanos y sendas platabandas marcan la distribución de plantas en todo el perímetro del edificio.